# Leszek Błażyński
Leszek Błażyński (* 5. März 1949 in Ełk (Lyck); † 6. August 1992 in Katowice) war ein polnischer Boxer. Er war 1977 Europameister der Amateurboxer im Fliegengewicht und gewann bei den Olympischen Spielen 1972 und 1976 jeweils eine Bronzemedaille in der gleichen Gewichtsklasse.

## Werdegang
Leszek Błażyński absolvierte in Ełk eine Mechanikerlehre und begann als Jugendlicher beim Sportclub Mazur Ełk mit dem Boxen. Er trat im Jahre 1967 erstmals in Erscheinung, als er sich bei der polnischen Meisterschaft der Senioren als 18-Jähriger im Halbfliegengewicht bis in das Viertelfinale kämpfte und erst dort gegen Marian Trelinski verlor. Leszek Błażyński war bei einer Größe von 1,65 Metern sehr leicht und boxte während seiner ganzen Karriere im Halbfliegengewicht bzw. im Fliegengewicht (bis 48 kg bzw. 51 kg Körpergewicht). Nach seiner Zeit bei Mazur Ełk boxte er später noch bei BBTS Wlokniarz Bielska-Biela und bei Szombierek Bytom.
Bei der polnischen Meisterschaft 1968 schied er wieder im Viertelfinale aus, als er gegen Roman Rozek nach Punkten verlor. Ein Jahr später wurde er im Halbfliegengewicht polnischer Vizemeister. Den Finalkampf verlor er gegen Roman Rożek nach Punkten. 1970 fehlte er verletzungsbedingt bei den polnischen Meisterschaften.
1971 wurde Leszek Błażyński dann durch einen Sieg über Hubert Skrzypczak erstmals polnischer Meister im Fliegengewicht. Im gleichen Jahr vertrat er dann Polen bei der Europameisterschaft der Amateure in Madrid. Er kämpfte sich dort mit drei imponierenden Siegen über Zlatko Milosovljevic aus Jugoslawien, Wiktor Zaporoschets aus der Sowjetunion und Constantin Gruiescu aus Rumänien in das Finale vor, in dem er dem einheimischen Juan Francisco Rodríguez nach Punkten unterlag (1:4 Richterstimmen). 1971 absolvierte er in Sosnowiec auch seinen ersten Start in der polnischen Nationalstaffel in einem Länderkampf gegen die USA. Er unterlag dabei im Fliegengewicht gegen Gregory Lewis nach Punkten. In elf von zwölf folgenden Länderkämpfen blieb er siegreich.
Im Jahre 1972 unterlag Leszek Błażyński bei der polnischen Meisterschaft im Fliegengewicht zwar gegen Stanislaw Lechowski, wurde aber trotzdem für die Olympischen Spiele dieses Jahres in München nominiert. In München kämpfte er sich mit drei Siegen bis in das Halbfinale, in dem er dem Bulgaren Georgi Kostadinow nach Punkten unterlag und damit eine Bronzemedaille gewann. Kostadinow wurde dann auch Olympiasieger.
1973 gewann Leszek Błażyński mit einem Sieg über Leszek Borkowski seinen zweiten polnischen Meistertitel im Fliegengewicht. Bei der sich anschließenden Europameisterschaft in Belgrad schlug er in seinem ersten Kampf den Waliser Maurice O’Sullivan in der 1. Runde KO, verlor aber seinen nächsten Kampf im Viertelfinale gegen Nikolai Lodin aus der Sowjetunion und kam damit auf den 5. Platz.
In den Jahren 1974 und 1975 hatte Leszek Błażyński gesundheitliche Probleme und bestritt nur wenige unbedeutende Kämpfe. 1976 jedoch feierte er ein erfolgreiches Comeback. Zwar verlor er bei der polnischen Meisterschaft dieses Jahres im Fliegengewicht im Halbfinale gegen Ryszard Czerwinski, konnte sich aber dann doch für einen Start bei den Olympischen Spielen in Montreal qualifizieren. In Montreal siegte er über Antonio Filho aus Brasilien, Fazlija Šaćirović aus Jugoslawien und Alfredo Perez aus Venezuela. Im Halbfinale war für ihn aber wie vor vier Jahren erneut Endstation, denn er verlor hier gegen Leo Randolph aus den USA nach Punkten (1:4 Richterstimmen). Damit gewann erneut eine Bronzemedaille.
Im Jahre 1977 bewies Leszek Błażyński erneut, dass er ein Klasseboxer ist, denn er wurde in Halle an der Saale Europameister im Fliegengewicht. Es genügten ihm dabei Siege über Joao Miguel aus Portugal, Nuri Eroglu aus der Türkei und Tkatschenko aus der Sowjetunion, gegen den er knapp aber verdient mit 3:2 Richterstimmen gewann.
1978 verlor er bei der polnischen Meisterschaft im Halbfinale gegen Henryk Średnicki. Er wurde daraufhin bei der Weltmeisterschaft in Belgrad im Bantamgewicht eingesetzt, weil Srednicki im Fliegengewicht startete. In dieser Gewichtsklasse fühlte er sich aber nicht wohl und unterlag schon in seinem ersten Kampf gegen Fazlija Šaćirović, womit er das Achtelfinale verfehlte und letztendlich nur den 17. Platz belegte. Beim 2. Feliks-Stamm-Turnier in Warschau traf er dann Ende des Jahres 1978 im Finale des Fliegengewichtes erneut auf Henryk Srednicki, verlor diesen Kampf aber wieder nach Punkten.
Danach neigte sich die Karriere von Leszek Błażyński dem Ende zu. Er startete zwar noch einmal bei der polnischen Meisterschaft 1980 und unterlag im Finale des Fliegengewichts gegen Ryszard Czerwinski nach Punkten. Für die Olympischen Spiele dieses Jahres in Moskau wurde er aber nicht mehr nominiert.
Seinen endgültigen Rücktritt vom Boxsport erklärte er 1983. Er hat in seiner Karriere insgesamt 317 Kämpfe bestritten, von denen er 282 gewann. Viermal boxte er Unentschieden und 31 Kämpfe verlor er.
Am 6. August 1992 beging Leszek Błażyński in Katowice Selbstmord.
Er hinterließ einen Sohn.

## Internationale Erfolge
(OS = Olympische Spiele, WM = Weltmeisterschaft, EM = Europameisterschaft, Hfl = Halbfliegengewicht, Fl = Fliegengewicht, Ba = Bantamgewicht, bis 48 kg, 51 kg u. 54 kg Körpergewicht)
- 1969, 2. Platz, TSC-Turnier in Berlin (Ost), Hfl, nach KO-Niederlage in der 1. Runde im Finale gegen Aurel Mihei, Rumänien;

- 1971, 1. Platz, Turnier in Leipzig, Hfl, mit Finalsieg über Petre Ganea, Rumänien;

- 1971, 2. Platz, EM in Madrid, Fl, mit einem Abbruchsieg in der 2. Runde über Zlatko Milosavljevic, Jugoslawien, einem Punktsieg über Wiktor Zaporoschets, UdSSR, einem techn. KO-Sieg in der 2. Runde über Constantin Gruiescu, Rumänien und einer Punktniederlage (1:4 Richterstimmen) im Finale gegen Juan Francisco Rodríguez, Spanien;

- 1972, 1. Platz, Turnier um den schwarzen Diamanten in Kattowitz, Fl, mit Punktsieg im Finale über Peter Glück, Ungarn;

- 1972, Bronzemedaille, OS in München, Fl, mit Punktsiegen über Chandra Narayanan, Indien (3:2), Arturo Delgado, Mexiko (5:0) und You Man-Chong, Südkorea (3:2) und einer Punktniederlage (0:5) im Halbfinale gegen Georgi Kostadinow, Bulgarien;

- 1973, 5. Platz, EM in Belgrad, Fl, mit einem KO-Sieg in der 1. Runde über Maurice O’Sullivan, Wales und einer Punktniederlage gegen Nikolai Lodin, UdSSR;

- 1974, 1. Platz, 4. Dutch Tulips-Tuornament in Amsterdam, Fl, mit einem KO-Sieg 1. Runde im Finale über Chris Ius, Kanada;

- 1976, 3. Platz, 6. Gryf Sczecinski-Turnier in Stettin, Fl, nach einer Punktniederlage im Halbfinale gegen Jan Gorny, Polen;

- 1976, Bronzemedaille, OS in Montreal, Fl, mit einem KO-Sieg in der 2. Runde über Antonio Filho, Brasilien, Punktsiegen über Fazlija Šaćirović, Jugoslawien u. Alfredo Perez, Venezuela und einer Punktniederlage im Halbfinale gegen Leo Randolph, USA (1:4 Richterstimmen);

- 1977, 3. Platz, TSC-Turnier in Berlin (Ost), Fl, nach einer Punktniederlage im Halbfinale gegen Jerome Coffee, USA;

- 1977, 1. Platz, EM in Halle/Saale, Fl, mit Punktsiegen über Joao Miguel, Portugal (5:0), Nuri Eroglu, Türkei (5:0) und Tkatschenko, UdSSR (3:2);

- 1978, 17. Platz, WM in Belgrad, Ba, nach einer Punktniederlage gegen Fazlija Sacirovic;

- 1978, 2. Platz, 2. Feliks-Stamm-Turnier in Warschau, Fl, nach einer Punktniederlage im Finale gegen Henryk Średnicki, Polen

## Polnische Meisterschaften
- 1967, 5. Platz, Hfl, nach Punktniederlage im Viertelfinale gegen Marian Trelinski,
- 1968, 5. Platz, Hfl, nach Punktniederlage im Viertelfinale gegen Roman Rozek,
- 1969, 2. Platz, Hfl, nach Punktniederlage im Finale gegen Roman Rozek,
- 1971, 1. Platz, Fl, nach Punktsieg im Finale über Hubert Skrzypczak,
- 1972, 2. Platz, Fl, nach Punktniederlage im Finale gegen Stanislaw Lechowski,
- 1973, 1. Platz, Fl, nach Punktsieg im Finale über Lezek Borkowski,
- 1976, 3. Platz, Fl, nach Punktniederlage im Halbfinale gegen Ryszard Czerwinski,
- 1978, 3. Platz, Fl, nach Punktniederlage im Halbfinale gegen Henryk Średnicki,
- 1980, 2. Platz, Fl, nach Punktniederlage im Finale gegen Ryszard Czerwinski

## Länderkämpfe
- 1968 in Lodz, Polen gegen UdSSR (Junioren), Hfl, Punktsieger über Sergej Unisichin,
- 1968 in Sosnowiec, Polen gegen Italien (Junioren), Hfl, Punktsieger über Gaetano Curcetti,
- 1969 in Piombino, Italien gegen Polen (Junioren), Hfl, Punktsieger über Gaetano Curcetti,
- 1971 in Sosnowiec, Polen gegen USA, Fl, Punktniederlage gegen Gregory Lewis,
- 1971 in Glasgow, Schottland gegen Polen, Fl, Punktsieger über Tommy Cunningham,
- 1971 in Dublin, Irland gegen Polen, Fl, Punktsieger über Neil McLaughlin,
- 1971 in Warschau, Polen gegen England, Fl, Punktniederlage gegen Patrick Cowdell,
- 1971 in Opole, Polen gegen Rumänien, Fl, Punktsieger über Constantin Gruiescu,
- 1972 in Mielec, Polen gegen DDR, Fl, kampfloser Sieger über Klaus Gertenbach,
- 1973 in Münster, BRD gegen Polen, Fl, Abbruchsieger 2. Runde über Wolfgang Penzler,
- 1973 in West Paterson, USA gegen Polen, Fl, techn. KO-Sieger 1. Runde über Derrick Holmes,
- 1973 in Elizabeth, USA gegen Polen, Fl, KO-Sieger 1. Runde über James Levingstone,
- 1973 in Chicago, USA gegen Polen, Fl, techn. KO-Sieger 1. Runde über Frank Smith,
- 1973 in Berlin (Ost), DDR gegen Polen, Fl, techn, KO-Sieger 3. Runde über Jürgen Bonke,
- 1974 in Lodz, Polen gegen Jugoslawien, Fl, techn, KO-Sieger 3. Runde über Dragan Petrovic